# ياكوفليف ياك-23
ياكوفليف ياك-23 (روسية:Яковлева Як-23) (لقب الناتو: فلورا) هي طائرة حربية مقاتلة نفاثة من تصميم مكتب ياكوفليف في الاتحاد السوفييتي.

## التطوير
طورت الياك-23 لتكون مقاتلة نفاثة خفيفة الوزن. تعد تطورا للطائرتين ياك-15 وياك-17 محافظة على التصميم الغير تقليدي حيث كان المحرك في مقدمة جسم الطائرة وخروج العادم تحت قمرة القيادة. أما جسم الطائرة نفسه فكان مختلفا وجديدا، حيث أخذ جناحا الطائرة عن الياك-19. استخدمت الياك-23 محركا سوفييتا منقولا عن محرك رولز رويس البريطاني ديروينت هو الكليموف أر.دي-500. طارت الطائرة لأول مرة في 8 يوليو 1948. بعد عدة رحلات ناجحة، قبل الطائرة لتدخل خطوط الإنتاج بعد الاختبارات في عام 1948. قيمت الطائرة على أنها لديها قدرات جيدة على المناورة، تسارع جيد ومعدلات صعود معقولة نظرا لنسبة الدفع-وزن الجيدة. تلخصت العيوب في توازن سئ عند السرعات حول ماخ 0.86 كما كان ينقصها ضبط الضغط في قمرة القيادة.

## التاريخ القتالي
صنعت أولى الطائرات في مصنع في تيبليسي في أكتوبر 1949. في أواخر 1949 دخلت الطائرات الخدمة في القوات الجوية السوفيتية. صدرت الطائرات أيضا بين عامي 1949-1950. استبدلت الياك-23 سريعا بالطائرة الأحدث والأكثر كفاءة الميج-15 في صفوف القوات السوفيتية. صنعت 310 طائرة ياك-23 فقط قبل أن يتم إيقاف الإنتاج عام 1950 مقارنة ب18,000 طائرة ميج-15.
صدرت أعداد قليلة من الياك-23 إلى تشيكوسلوفاكيا (20 طائرة في عام 1949 أعطيت الرمز S-101). وإلى بلغاريا، بولندا، رومانيا (62 طائرة في عام 1951)، وألبانيا. حصلت كل من بولندا وتشيكوسلوفاكيا على حق تصنيع الطائرة، إلا أن أيا من الدولتين لم تقوما بإنتاج الطائرة وفضلا إنتاج الميج-15.
سحبت معظم الياك-23 من الخدمة بحلول أواخر الخمسينات ولم تستخدم في القتال أبدا. إلا أن بعض الطيارين الأمريكيين قالوا أنهم واجهوا الطائرة خلال حرب كوريا إلا أن هذه تقارير غير مؤكدة.

## المواصفات

### الصفات العامة
- الطاقم: 1.
- الطول: 8.12 متر.
- المسافة بين الجناحين: 8.37 متر.
- الارتفاع : 3.31 متر.
- مساحة الأجنحة: 13.50 متر².
- الوزن فارغة: 1.980 كغم.
- الوزن محملة: 3.384 كغم.
- المحرك: محرك نفاثواحد من نوع كليموف أر.دي-500 يعطي قوة دفع 15.6 كيلو نيوتن.

### الأداء
- السرعة القصوى: 923 كيلومتر/ساعة).
- المدى: 1.400 كيلومتر.
- أقصى ارتفاع: 14.800 متر.
- معدل الصعود: 41.4 متر/ثانية
- الحمل على الأجنحة: 251 كغم/متر².
- النسبة دفع-وزن: 0.46

### التسليح
- رشاشين نودلمان-ريختر إن.أر-23 23 مم يحمل كل منهما 90 طلقة.

### طائرات ذات صلة
- ياكوفليف ياك-15
- ياكوفليف ياك-17
- ياكوفليف ياك-19

### طائرات شبيهة
- ميكويان جيروفيتش ميج-9